# 海へ来て
『海へ来て』（うみへきて）は、日本の楽曲。作詞：若谷和子、作曲：森田公一、編曲：服部克久、歌：森昌子。NHK『みんなのうた』の1984年8月 - 9月の楽曲。
海でカモメや貝殻を見て、自分を思う少女の様子を歌った楽曲。森昌子にとっては、現在のところ唯一の『みんなのうた』出演。映像は南家こうじ製作のアニメ。
2024年現在、森昌子歌唱の音源はレコード・CD化されていない。

## その他
- 1975年2月 - 3月に桜田淳子が『春のゆくえ』で『みんなのうた』出演、そして本曲となった事で、「花の中三トリオ」で『みんなのうた』に出演しないのは、山口百恵のみとなった。
- 本曲は、早くも次回の1984年10月 - 11月に再放送されたが、この時は本曲と同時に紹介された『風ぐるま』・『天使の羽のマーチ』・『カメレオン』も再放送され、4曲全部が次回放送にまるまる再放送となった。この様な例は『みんなのうた』では極めて異例。